# Гейнсбург (Нью-Джерсі)
Гейнсбург (англ. Hainesburg) — переписна місцевість (CDP) в США, в окрузі Воррен штату Нью-Джерсі. Населення — 422 особи (2020).

## Географія
Гейнсбург розташований за координатами 40°57′22″ пн. ш. 75°3′43″ зх. д. / 40.95611° пн. ш. 75.06194° зх. д. (40.956141, -75.062061).  За даними Бюро перепису населення США в 2010 році переписна місцевість мала площу 0,41 км², з яких 0,40 км² — суходіл та 0,00 км² — водойми.

## Демографія
Згідно з переписом 2010 року, у переписній місцевості мешкала 91 особа в 29 домогосподарствах у складі 23 родин. Густота населення становила 224 особи/км².  Було 36 помешкань (89/км²).
Расовий склад населення:
| - 96,7 % — білих - 2,2 % — корінних американців - 1,1 % — осіб інших рас |

До двох чи більше рас належало 0,0 %. Частка іспаномовних становила 11,0 % від усіх жителів.
За віковим діапазоном населення розподілялося таким чином: 29,7 % — особи молодші 18 років, 63,7 % — особи у віці 18—64 років, 6,6 % — особи у віці 65 років та старші. Медіана віку мешканця становила 36,3 року. На 100 осіб жіночої статі у переписній місцевості припадало 111,6 чоловіків;  на 100 жінок у віці від 18 років та старших — 137,0 чоловіків також старших 18 років.
Цивільне працевлаштоване населення становило 27 осіб. Основні галузі зайнятості: фінанси, страхування та нерухомість — 59,3 %, освіта, охорона здоров'я та соціальна допомога — 22,2 %, інформація — 18,5 %.